# Мікрорайон Склозаводський
Мікрорайон Склозаводський, також мікрорайон «Склозаводська» — мікрорайон у місті Буча Київської області.
В мікрорайоні проживає близько 4 тисяч людей. 80 % працездатних жителів мікрорайону (понад 1500 людей) працювали на Бучанському заводі скловиробів.
На території мікрорайону є будинок культури, водойма — кар'єр, де влітку відпочивають бучанці.
На водоймі планується зона відпочинку з будівництвом та облаштуванням набережної.

## Зображення

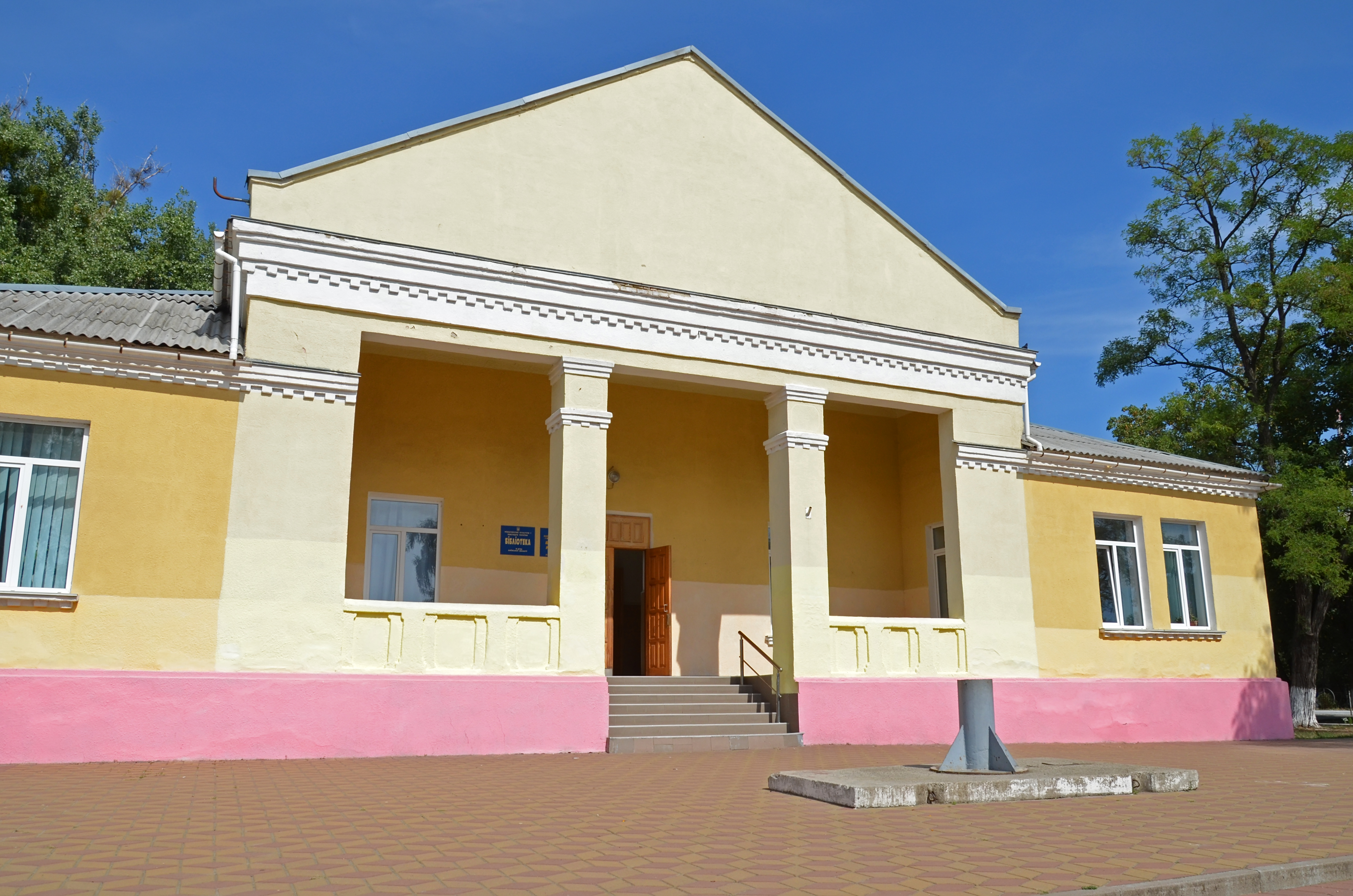
Мікрорайон Склозаводський, бібліотека
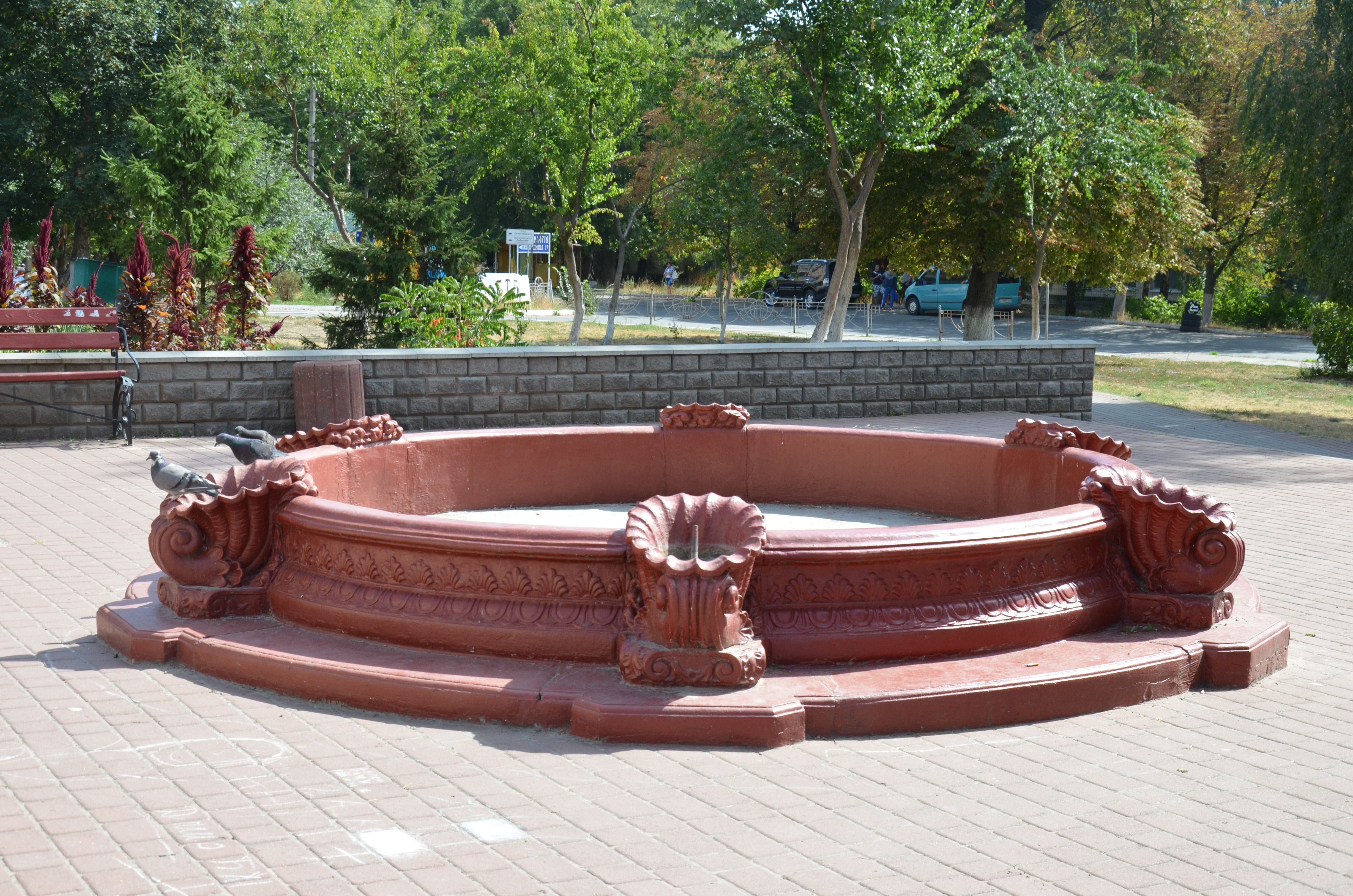
Мікрорайон Склозаводський, фонтан
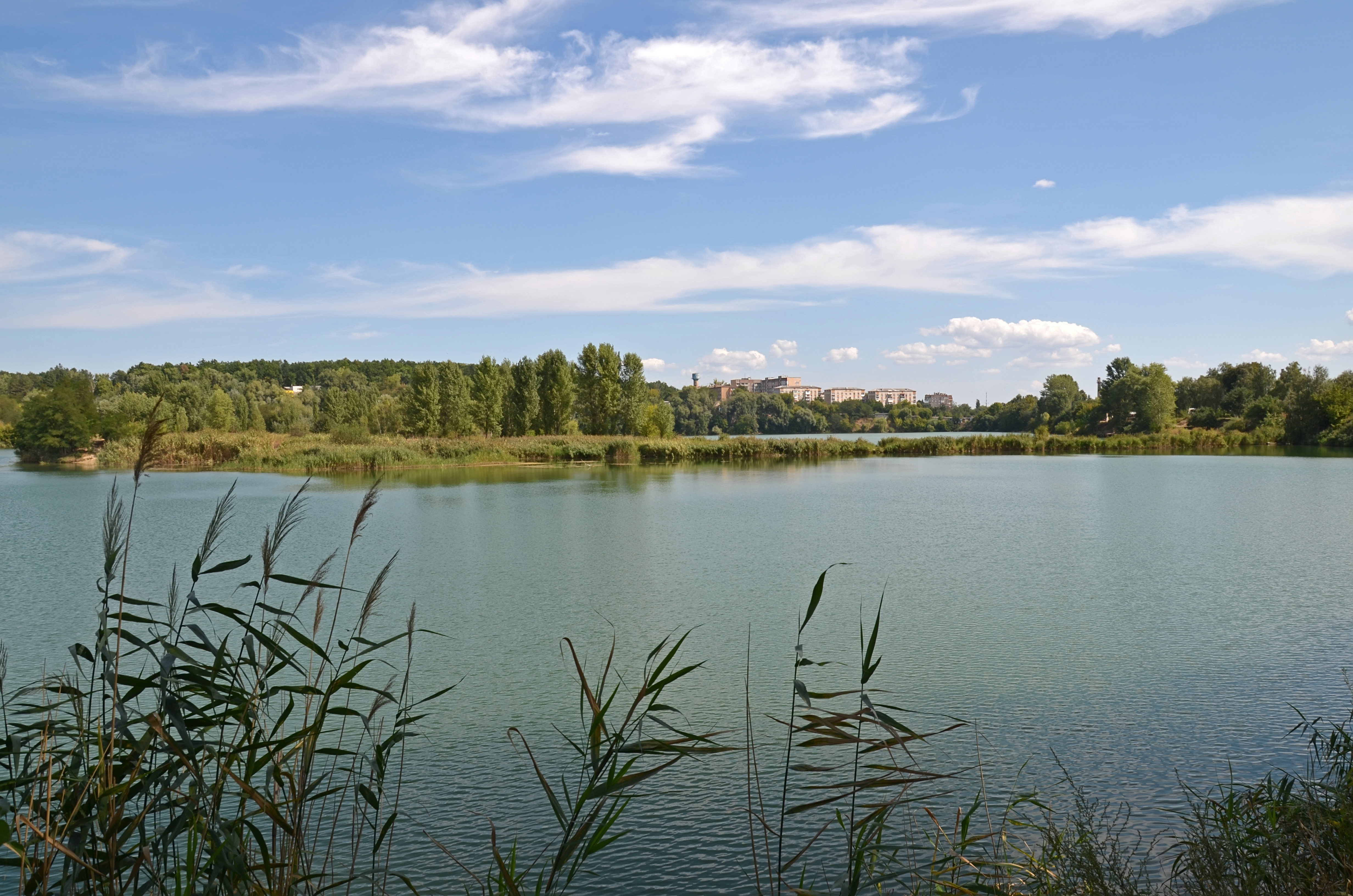
Мікрорайон Склозаводський, водойма-кар'єр